# Pharaons par ordre alphabétique
Cette page propose une liste non exhaustive des pharaons de l'Égypte antique classés par ordre alphabétique.
Un même souverain peut être présent plusieurs fois dans cette liste sous ses différents noms (nom égyptien, nom grec, transcriptions multiples).
La position dans la dynastie peut être précisée avec M ou T entre parenthèses,.
Les dates de règne varient selon les égyptologues. Une seule période est donnée arbitrairement dans ce tableau. Pour plus de détails voir la fiche du souverain.
- Haut – A
- B
- C
- D
- E
- F
- G
- H
- I
- J
- K
- L
- M
- N
- O
- P
- Q
- R
- S
- T
- U
- V
- W
- X
- Y
- Z

## A
| Nom du pharaon            | Dynastie                                         | Position dans la dynastie | Dates de règne présumées   |
| ------------------------- | ------------------------------------------------ | ------------------------- | -------------------------- |
| Âaqen                     | XIIIe dynastie (Deuxième Période intermédiaire)  | 25e                       | ? à -1744                  |
| Achôris                   | XXIXe dynastie (Basse Époque)                    |                           | -393 à -380                |
| Adjib                     | Ire dynastie (Période thinite)                   | 6e                        | -2910 à -2890              |
| Aha                       | Voir Hor-Aha                                     |                           |                            |
| Aheteprê                  | XIVe dynastie (Deuxième Période intermédiaire)   |                           | -1740 à -1725              |
| Ahmès                     | Voir Sénakhtenrê Ahmosé                          |                           |                            |
| Ahmôsis Ier               | XVIIIe dynastie (Nouvel Empire)                  |                           | -1552 à -1526              |
| Ahmôsis II                | XXVIe dynastie (Basse Époque)                    |                           | -571 à -526                |
| Akhenaton                 | XVIIIe dynastie (Nouvel Empire)                  |                           | -1352 à -1336              |
| Alara                     | XXVe dynastie (Troisième Période intermédiaire)  |                           | -775 à -760                |
| Alexandre IV de Macédoine | Période macédonienne                             | N'a jamais régné          |                            |
| Alexandre le Grand        | Période macédonienne                             |                           | -331 à -323                |
| Amasis                    | Voir Ahmôsis II                                  |                           |                            |
| Aménémès Ier              | Voir Amenemhat Ier                               |                           |                            |
| Aménémès II               | Voir Amenemhat II                                |                           |                            |
| Aménémès III              | Voir Amenemhat III                               |                           |                            |
| Aménémès IV               | Voir Amenemhat IV                                |                           |                            |
| Aménémès V                | Voir Amenemhat V                                 |                           |                            |
| Aménémès VI               | Voir Amenemhat VI                                |                           |                            |
| Amenemhat Ier             | XIIe dynastie (Moyen Empire)                     |                           | -1991 à -1962              |
| Amenemhat II              | XIIe dynastie (Moyen Empire)                     |                           | -1929 à -1895              |
| Amenemhat III             | XIIe dynastie (Moyen Empire)                     |                           | -1842 à -1797              |
| Amenemhat IV              | XIIe dynastie (Moyen Empire)                     |                           | -1797 à -1790              |
| Amenemhat V               | XIVe dynastie (Deuxième Période intermédiaire)   |                           | -1796 à -1793              |
| Amenemhat VI              | XIVe dynastie (Deuxième Période intermédiaire)   |                           | -1788 à -1785              |
| Amenemhat VII             | XIVe dynastie (Deuxième Période intermédiaire)   |                           | 7 ans ?                    |
| Amenemhat Sénébef         | XIIIe dynastie (Deuxième Période intermédiaire)  | 3e ou 4e                  | -1800 à -1796              |
| Amenemnesout              | XXIe dynastie (Troisième Période intermédiaire)  |                           | -1043 à -1040              |
| Amenemopet                | XXIe dynastie (Troisième Période intermédiaire)  |                           | -991 à -978                |
| Amenhotep Ier             | XVIIIe dynastie (Nouvel Empire)                  |                           | -1526 à -1506              |
| Amenhotep II              | XVIIIe dynastie (Nouvel Empire)                  |                           | -1425 à -1401              |
| Amenhotep III             | XVIIIe dynastie (Nouvel Empire)                  |                           | -1390 à -1352              |
| Amenhotep IV              | Voir Akhenaton                                   |                           |                            |
| Ameni Kemaou              | XIIIe dynastie (Deuxième Période intermédiaire)  | 4e                        | -1793 à -1791              |
| Amenmes                   | XIXe dynastie (Nouvel Empire)                    |                           | -1202 à -1199              |
| Aménophis Ier             | Voir Amenhotep Ier                               |                           |                            |
| Aménophis II              | Voir Amenhotep II                                |                           |                            |
| Aménophis III             | Voir Amenhotep III                               |                           |                            |
| Aménophis IV              | Voir Akhenaton                                   |                           |                            |
| Ammeris                   | XXIVe dynastie (Troisième Période intermédiaire) |                           | -715 à -695                |
| Amyrtée                   | XXVIIIe dynastie (Basse Époque)                  |                           | -404 à -399                |
| Ânkh-Khéperourê           | XVIIIe dynastie (Nouvel Empire)                  |                           | -1338 à -1336              |
| Ânkhésenpépi II ♀         | VIe dynastie (Ancien Empire)                     |                           | -2254 (régence de Pépi II) |
| Antef Ier                 | XIe dynastie (Première Période intermédiaire)    |                           | -2134 à -2118              |
| Antef II                  | XIe dynastie (Première Période intermédiaire)    |                           | -2118 à -2069              |
| Antef III                 | XIe dynastie (Première Période intermédiaire)    |                           | -2068 à -2061              |
| Antef IV                  | XIVe dynastie (Deuxième Période intermédiaire)   |                           | -1734 à -1710              |
| Antef V                   | Voir Noubkheperrê Antef                          |                           |                            |
| Antef VI                  | Voir Sekhemrê Oupmaât Antef                      |                           |                            |
| Antef VII                 | Voir Sekhemrê Herouhermaât Antef                 |                           |                            |
| Aper-Anat                 | XVIe dynastie (Deuxième Période intermédiaire)   |                           |                            |
| Apophis Ier               | XVe dynastie (Deuxième Période intermédiaire)    |                           | -1581 à -1541              |
| Apophis II                | XVe dynastie (Deuxième Période intermédiaire)    |                           |                            |
| Apriès                    | XXVIe dynastie (Basse Époque)                    |                           | -589 à -570                |
| Arsès                     | XXXIe dynastie (Basse Époque)                    |                           | -338 à -336                |
| Artaxerxès Ier            | XXVIIe dynastie (Basse Époque)                   |                           | -465 à -424                |
| Artaxerxès II             | XXVIIe dynastie (Basse Époque)                   |                           | -404 à -402                |
| Artaxerxès III            | XXXIe dynastie (Basse Époque)                    |                           | -343 à -338                |
| Atoti                     | Ire dynastie (Période thinite)                   |                           |                            |
| Aulète                    | Voir Ptolémée XII                                |                           |                            |
| Aÿ                        | XVIIIe dynastie (Nouvel Empire)                  |                           | -1327 à -1323              |
| Aÿ Ier                    | XIIIe dynastie (Deuxième Période intermédiaire)  | 32e                       | 23 ans                     |

## B
| Nom du pharaon | Dynastie                                         | Position dans la dynastie | Dates de règne présumées |
| -------------- | ------------------------------------------------ | ------------------------- | ------------------------ |
| Baka           | IVe dynastie (Ancien Empire)                     |                           | -2521 à -2514            |
| Bakenranef     | XXIVe dynastie (Troisième Période intermédiaire) |                           | -716 à -712              |
| Bardiya        | XXVIIe dynastie (Basse Époque)                   |                           | Quelques mois en -522    |
| Bérénice IV ♀  | Dynastie lagide                                  |                           | -58 à -55                |
| Binôthris      | Voir Ninetjer                                    |                           |                          |
| Bocchoris      | Voir Bakenranef                                  |                           |                          |

## C
| Nom du pharaon  | Dynastie                       | Position dans la dynastie | Dates de règne présumées |
| --------------- | ------------------------------ | ------------------------- | ------------------------ |
| Cambyse II      | XXVIIe dynastie (Basse Époque) |                           | -525 à -522              |
| Chabaka         | XXVe dynastie (Basse Époque)   |                           | -716 à -702              |
| Chabataka       | XXVe dynastie (Basse Époque)   |                           | -702 à -690              |
| Césarion        | Voir Ptolémée XV               |                           |                          |
| Chepseskaf      | IVe dynastie (Ancien Empire)   |                           | -2486 à -2479            |
| Chepseskarê     | Ve dynastie (Ancien Empire)    |                           | -2438 à -2431            |
| Cléopâtre VII ♀ | Dynastie lagide                |                           | -51 à -30                |

## D
| Nom du pharaon       | Dynastie                                          | Position dans la dynastie | Dates de règne présumées |
| -------------------- | ------------------------------------------------- | ------------------------- | ------------------------ |
| Darius Ier           | XXVIIe dynastie (Basse Époque)                    |                           | -521 à -486              |
| Darius II            | XXVIIe dynastie (Basse Époque)                    |                           | -424 à – 404             |
| Darius III           | XXXIe dynastie (Basse Époque)                     |                           | -336 à -330              |
| Den                  | Ire dynastie (Période thinite)                    | 5e                        | -3050 à -2995            |
| Dionysos             | Voir Ptolémée XIII                                |                           |                          |
| Djadjay              | IIe dynastie (Période thinite)                    |                           | -2760 à -2735            |
| Djédefptah           | IVe dynastie (Ancien Empire)                      |                           | -2479 à -2477            |
| Djédefrê             | IVe dynastie (Ancien Empire)                      |                           | -2556 à -2547            |
| Djedkarê II          | VIIe dynastie (Première Période intermédiaire)    |                           |                          |
| Djedkarê Isési       | Ve dynastie (Ancien Empire)                       |                           | -2436 à -2404            |
| Djedptahefânkh       | (Troisième Période intermédiaire)                 |                           | -845 à ?                 |
| Djéhouty             | XVIIe dynastie (Deuxième Période intermédiaire)   |                           |                          |
| Djéhoutyemhat        | XXIIIe dynastie (Troisième Période intermédiaire) |                           | -725 à -715              |
| Djer                 | Ire dynastie (Période thinite)                    | 3e                        | -3100 à -3055            |
| Djéser               | IIIe dynastie (Ancien Empire)                     |                           | -2665 à -2645            |
| Djéserkarê Amenhotep | Voir Amenhotep Ier                                |                           |                          |
| Djet                 | Ire dynastie (Période thinite)                    | 4e                        |                          |

## E
| Nom du pharaon | Dynastie          | Position dans la dynastie | Dates de règne présumées |
| -------------- | ----------------- | ------------------------- | ------------------------ |
| Épiphane       | Voir Ptolémée V   |                           |                          |
| Eupator        | Voir Ptolémée VII |                           |                          |
| Évergète       | Voir Ptolémée III |                           |                          |

## G
| Nom du pharaon    | Dynastie                                        | Position dans la dynastie | Dates de règne présumées |
| ----------------- | ----------------------------------------------- | ------------------------- | ------------------------ |
| Gemenefkhonsoubak | XXVe dynastie (Troisième Période intermédiaire) |                           | -700 à -680              |

## H
| Nom du pharaon     | Dynastie                                                                                           | Position dans la dynastie | Dates de règne présumées |
| ------------------ | -------------------------------------------------------------------------------------------------- | ------------------------- | ------------------------ |
| Harsiesi Ier       | Dynastie des grands prêtres d'Amon parallèle à la XXIIe dynastie (Troisième Période intermédiaire) |                           | -874 à -870              |
| Hat-Hor            | Dynastie zéro (Période prédynastique)                                                              |                           |                          |
| Hatchepsout ♀      | XVIIIe dynastie (Nouvel Empire)                                                                    |                           | -1478 à -1458            |
| Hemptah Ier        | XXIIIe dynastie (Troisième Période intermédiaire)                                                  |                           |                          |
| Hetepsekhemoui     | Voir Hotepsekhemoui                                                                                |                           |                          |
| Hor-Aha            | Ire dynastie (Période thinite)                                                                     | 2e                        | -3125 à -3100            |
| Hor Ier            | XIIIe dynastie (Deuxième Période intermédiaire)                                                    | 15e                       | Deux-trois ans           |
| Hor II             | XIIIe dynastie (Deuxième Période intermédiaire)                                                    | 39e                       | Un an                    |
| Hor III            | XIIIe dynastie (Deuxième Période intermédiaire)                                                    | 43e                       |                          |
| Horemheb           | XVIIIe dynastie (Nouvel Empire)                                                                    |                           | -1323 à -1295            |
| Horus Adjib        | Voir Adjib                                                                                         |                           |                          |
| Horus au serekh    | Dynastie zéro (Période prédynastique)                                                              |                           |                          |
| Horus Ba           | IIe dynastie (Période thinite)                                                                     |                           |                          |
| Horus Crocodile    | Dynastie zéro (Période prédynastique)                                                              |                           |                          |
| Horus Djedkheperou | XIIIe dynastie (Deuxième Période intermédiaire)                                                    | 16e                       | Deux ans                 |
| Horus Djer         | Voir Djer                                                                                          |                           |                          |
| Horus Lion         | Dynastie zéro (Période prédynastique)                                                              |                           |                          |
| Horus Qâ           | Voir Qâ                                                                                            |                           |                          |
| Horus Séhertaouy   | Voir Antef Ier                                                                                     |                           |                          |
| Horus Semerkhet    | Voir Sémerkhet                                                                                     |                           |                          |
| Horus Seneferka    | Voir Sneferka                                                                                      |                           |                          |
| Hotep              | VIIIe dynastie (Première Période intermédiaire)                                                    |                           |                          |
| Hotepsekhemoui     | IIe dynastie (Période thinite)                                                                     | 1er                       | -2850 à -2820            |
| Houdjefa Ier       | IIe dynastie (Période thinite)                                                                     |                           | -2711 à -2709            |
| Houni              | IIIe dynastie (Ancien Empire)                                                                      |                           | -2597 à -2573            |

## I
| Nom du pharaon              | Dynastie                                          | Position dans la dynastie | Dates de règne présumées |
| --------------------------- | ------------------------------------------------- | ------------------------- | ------------------------ |
| Iâhmes Ier                  | Voir Ahmôsis Ier                                  |                           |                          |
| Iâhmes II (Iâhmes sa Neith) | Voir Ahmôsis II                                   |                           |                          |
| Ibi II                      | XIIIe dynastie (Deuxième Période intermédiaire)   | 42e                       |                          |
| Imhotep                     | VIIIe dynastie (Première Période intermédiaire)   |                           |                          |
| Ined                        | XIIIe dynastie (Deuxième Période intermédiaire)   | 37e                       |                          |
| Ini Ier                     | XIIIe dynastie (Deuxième Période intermédiaire)   | 34e                       |                          |
| Ini II                      | XIIIe dynastie (Deuxième Période intermédiaire)   | ?                         |                          |
| Ioufeni                     | XIIIe dynastie (Deuxième Période intermédiaire)   | 6e                        | en -1788 ou -1741        |
| Ioupout Ier                 | XXIIIe dynastie (Troisième Période intermédiaire) |                           | -804 à -803              |
| Ioupout II                  | XXIIIe dynastie (Troisième Période intermédiaire) |                           | -754 à -720 (ou -715)    |
| Iry-Hor                     | Dynastie zéro (Période prédynastique)             |                           |                          |
| Isou                        | VIIIe dynastie (Première Période intermédiaire)   |                           |                          |
| Iteti                       | Ire dynastie (Période thinite)                    |                           |                          |
| Ity                         | VIIIe dynastie (Première Période intermédiaire)   |                           |                          |
| Iytenou                     | VIIIe dynastie (Première Période intermédiaire)   |                           |                          |
| Ja-ib                       | XIIIe dynastie (Deuxième Période intermédiaire)   | 32e                       |                          |

## K
| Nom du pharaon             | Dynastie                                        | Position dans la dynastie | Dates de règne présumées |
| -------------------------- | ----------------------------------------------- | ------------------------- | ------------------------ |
| Ka                         | Dynastie zéro (Période prédynastique)           |                           |                          |
| Kachta                     | XXVe dynastie (Troisième Période intermédiaire) |                           | -760 à -747              |
| Kamosé                     | XVIIe dynastie (Deuxième Période intermédiaire) |                           | -1545 à -1539            |
| Kay                        | XIIIe dynastie (Deuxième Période intermédiaire) | 17e ?                     |                          |
| Khaba                      | IIIe dynastie (Ancien Empire)                   |                           | -2603 à -2597            |
| Khababash                  | XXXIe dynastie (Basse Époque)                   |                           | -338 à -336              |
| Khâéfrê                    | Voir Khéphren                                   |                           |                          |
| Khamoudy                   | XVe dynastie (Deuxième Période intermédiaire)   |                           | -1541 à -1531            |
| Khaouserrê                 | XIVe dynastie (Deuxième Période intermédiaire)  |                           | -1750 à -1740            |
| Khâsekhmem                 | Voir Khâsekhemoui                               |                           |                          |
| Khatirê                    | XIVe dynastie (Deuxième Période intermédiaire)  |                           |                          |
| Khendjer                   | XIIIe dynastie (Deuxième Période intermédiaire) | 16e ?                     |                          |
| Khoui                      | VIIIe dynastie (Première Période intermédiaire) |                           |                          |
| Khouiiker                  | XIIIe dynastie (Deuxième Période intermédiaire) | ?                         |                          |
| Khyan                      | XVe dynastie (Deuxième Période intermédiaire)   |                           | -1635 à -1633            |
| Khâsekhemoui               | IIe dynastie (Période thinite)                  |                           | -2674 à -2647            |
| Khéops                     | IVe dynastie (Ancien Empire)                    |                           | -2551 à -2528            |
| Khéphren                   | IVe dynastie (Ancien Empire)                    |                           | -2520 à -2494            |
| Meribrê Khety (Khéty Ier)  | IXe dynastie (Première Période intermédiaire)   |                           |                          |
| Khéty II                   | IXe dynastie (Première Période intermédiaire)   |                           |                          |
| Khéty III                  | IXe dynastie (Première Période intermédiaire)   |                           |                          |
| Khéty IV                   | IXe dynastie (Première Période intermédiaire)   |                           |                          |
| Ouahkarê Khety (Khéty V)   | Xe dynastie (Première Période intermédiaire)    |                           |                          |
| Nebkaourê Khety (Khéty VI) | Xe dynastie (Première Période intermédiaire)    |                           |                          |
| Koufou                     | Voir Khéops                                     |                           |                          |

## M
| Nom du pharaon       | Dynastie                                              | Position dans la dynastie | Dates de règne présumées |
| -------------------- | ----------------------------------------------------- | ------------------------- | ------------------------ |
| Maâtibrê             | XIVe ou XVe dynastie (Deuxième Période intermédiaire) |                           | -1725 à -1685            |
| Maâtkarê Hatchepsout | Voir Hatchepsout                                      |                           |                          |
| Ménès                | Ire dynastie (Période thinite)                        | 1er                       | -3185 à -3125            |
| Menkaouhor           | Ve dynastie (Ancien Empire)                           |                           | -2389 à -2381            |
| Menkaouré            | Voir Mykérinos                                        |                           |                          |
| Menkarê              | VIIe dynastie (Première Période intermédiaire)        |                           |                          |
| Mentouhotep          | ---- Nom générique ----                               |                           |                          |
| Mentouhotep Ier      | Voir Montouhotep Ier                                  |                           |                          |
| Mentouhotep II       | Voir Montouhotep II                                   |                           |                          |
| Mentouhotep III      | Voir Montouhotep III                                  |                           |                          |
| Mentouhotep IV       | Voir Montouhotep IV                                   |                           |                          |
| Mentouhotep V        | Voir Montouhotep IV                                   |                           |                          |
| Mentouhotep VI       | Voir Montouhotep VI                                   |                           |                          |
| Mentouhotep VII      | Voir Montouhotep VII                                  |                           |                          |
| Mérenhor             | VIIe dynastie (Première Période intermédiaire)        |                           |                          |
| Mérenptah            | XIXe dynastie (Nouvel Empire)                         |                           | -1224 à -1214            |
| Mérenrê              | ---- Nom générique ----                               |                           |                          |
| Mérenrê Ier          | VIe dynastie (Ancien Empire)                          |                           | -2242 à -2237            |
| Mérenrê II           | VIe dynastie (Ancien Empire)                          |                           | -2194 à -2193            |
| Meribrê Khéty        | Voir Khéty Ier                                        |                           |                          |
| Méridjefarê          | XIVe dynastie (Deuxième Période intermédiaire)        |                           |                          |
| Mérikarê             | ---- Nom générique ----                               |                           |                          |
| Mérikarê Ier         | IXe dynastie (Première Période intermédiaire)         |                           |                          |
| Mérikarê II          | Xe dynastie (Première Période intermédiaire)          |                           |                          |
| Merikheperrê         | XIIIe dynastie (Deuxième Période intermédiaire)       | ? (T 7.22)                |                          |
| Merneith             | Ire dynastie (Période thinite)                        |                           | -3008 à -2914            |
| Mery-ouser-Rê        | XVe dynastie (Deuxième Période intermédiaire)         |                           | -1602 à -1594            |
| Mineptah             | Voir Mérenptah                                        |                           |                          |
| Montouemsaf          | XIIIe dynastie (Deuxième Période intermédiaire)       | 50e                       |                          |
| Montouhotep Ier      | XIe dynastie (Première Période intermédiaire)         |                           | -2160 à -2123            |
| Montouhotep II       | XIe dynastie (Moyen Empire)                           |                           |                          |
| Montouhotep III      | XIe dynastie (Moyen Empire)                           |                           | -2009 à -1997            |
| Montouhotep IV       | XIe dynastie (Moyen Empire)                           |                           | -1997 à -1991            |
| Montouhotep V        | XIVe dynastie (Deuxième Période intermédiaire)        |                           |                          |
| Montouhotep VI       | XIVe dynastie (Deuxième Période intermédiaire)        |                           |                          |
| Montouhotep VII      | XVIIe dynastie (Deuxième Période intermédiaire)       |                           |                          |
| Mouthis              | XXIXe dynastie (Basse Époque)                         |                           |                          |
| Mykérinos            | IVe dynastie (Ancien Empire)                          |                           | -2480 à -2462            |

## N
| Nom du pharaon      | Dynastie                                          | Position dans la dynastie | Dates de règne présumées |
| ------------------- | ------------------------------------------------- | ------------------------- | ------------------------ |
| Narmer              | Ire dynastie (Période thinite)                    |                           | -3185 à -3125            |
| Nebka               | Voir Sanakht                                      |                           |                          |
| Nebnoun             | XIIIe dynastie (Deuxième Période intermédiaire)   | 8e (T)                    | -1785 à -1783            |
| Nebououserrê        | XIVe dynastie (Deuxième Période intermédiaire)    |                           | -1760 / -1750            |
| Nebrê               | IIe dynastie (Période thinite)                    | 2e                        | -2820 à -2790            |
| Nébiryaou Ier       | XVIIe dynastie (Deuxième Période intermédiaire)   |                           |                          |
| Nébiryaou II        | XVIIe dynastie (Deuxième Période intermédiaire)   |                           |                          |
| Néchepso            | XXVe dynastie (Basse Époque)                      |                           | -688 à -672              |
| Nectanébo           | ---- Nom générique ----                           |                           |                          |
| Nectanébo Ier       | XXXe dynastie (Basse Époque)                      |                           | -380 à -362              |
| Nectanébo II        | XXXe dynastie (Basse Époque)                      |                           | -360 à -343              |
| Nedjemibrê          | XIIIe dynastie (Deuxième Période intermédiaire)   | 12e (T 6.14)              |                          |
| Néferefrê           | Ve dynastie (Ancien Empire)                       |                           | -2435 à -2432            |
| Néferhotep Ier      | XIIIe dynastie (Deuxième Période intermédiaire)   | 27e (T)                   |                          |
| Néferhotep II       | XIIIe dynastie (Deuxième Période intermédiaire)   | 38e (T 7.6)               |                          |
| Néferhotep III      | XIIIe dynastie (Deuxième Période intermédiaire)   | 51e                       | -1629 à -1628            |
| Néferirkarê II      | VIIIe dynastie (Première Période intermédiaire)   |                           |                          |
| Néferirkarê Kakaï   | Ve dynastie (Ancien Empire)                       |                           | -2452 à -2442            |
| Néferkahor          | VIIe dynastie (Première Période intermédiaire)    |                           |                          |
| Néferkamin Anou     | VIIIe dynastie (Première Période intermédiaire)   |                           |                          |
| Néferkamin Ier      | VIIe dynastie (Première Période intermédiaire)    |                           |                          |
| Néferkaouhor        | VIIIe dynastie (Première Période intermédiaire)   |                           |                          |
| Néferkaourê         | VIIIe dynastie (Première Période intermédiaire)   |                           |                          |
| Néferkarê           | ---- Nom générique ----                           |                           |                          |
| Néferkarê           | XVe dynastie (Deuxième Période intermédiaire)     |                           | -665 à -657              |
| Néferkarê Ier       | IIe dynastie (Ancien Empire)                      | 6e                        | -2724 à -2719            |
| Néferkarê II        | VIIe dynastie (Première Période intermédiaire)    |                           |                          |
| Néferkarê III       | VIIe dynastie (Première Période intermédiaire)    |                           |                          |
| Néferkarê IV        | VIIe dynastie (Première Période intermédiaire)    |                           |                          |
| Néferkarê V         | VIIe dynastie (Première Période intermédiaire)    |                           |                          |
| Néferkarê VII       | IXe dynastie (Première Période intermédiaire)     |                           |                          |
| Néferkarê Pepiseneb | VIIIe dynastie (Première Période intermédiaire)   |                           |                          |
| Néferkasokar        | IIe dynastie (Période thinite)                    |                           | -2719 à -2711            |
| Néférousobek ♀      | XIIe dynastie (Moyen Empire)                      |                           | -1790 à -1780            |
| Néhésy              | XIVe dynastie (Deuxième Période intermédiaire)    |                           |                          |
| Nékao               | ---- Nom générique ----                           |                           |                          |
| Nékao Ier           | XXVIe dynastie (Basse Époque)                     |                           | -672 à -664              |
| Nékao II            | XXVIe dynastie (Basse Époque)                     |                           | -610 à -595              |
| Néphéritès Ier      | XXIXe dynastie (Basse Époque)                     |                           | -399 à -393              |
| Néphéritès II       | XXIXe dynastie (Basse Époque)                     |                           | -380 à -379              |
| Nerkarê             | XIIIe dynastie (Deuxième Période intermédiaire)   | ?                         | -1756                    |
| Nesbanebdjed Ier    | XXIe dynastie (Troisième Période intermédiaire)   |                           | -1069 à -1043            |
| Netjerkarê          | VIIe dynastie (Première Période intermédiaire)    |                           |                          |
| Nimlot Ier          | XXIIe dynastie (Troisième Période intermédiaire)  |                           | vers -940                |
| Nimlot III          | XXIIIe dynastie (Troisième Période intermédiaire) |                           | -747 à -725              |
| Ninetjer            | IIe dynastie (Période thinite)                    | 3e                        | -2790 à -2754            |
| Niouserrê           | Ve dynastie (Ancien Empire)                       |                           | -2455 à -2420            |
| Nitocris ♀          | VIe dynastie (Ancien Empire)                      |                           | -2152 à -2150            |
| Noubkheperrê Antef  | XVIIe dynastie (Deuxième Période intermédiaire)   |                           | -1571 à -1566            |
| Ny-Hor              | Dynastie zéro (Période prédynastique)             |                           |                          |
| Nykarê              | VIIe dynastie (Première Période intermédiaire)    |                           |                          |

## O
| Nom du pharaon   | Dynastie                                          | Position dans la dynastie | Dates de règne présumées |
| ---------------- | ------------------------------------------------- | ------------------------- | ------------------------ |
| Osorkon l'ancien | XXIe dynastie (Troisième Période intermédiaire)   |                           | -984 à -978              |
| Osorkon Ier      | XXIIe dynastie (Troisième Période intermédiaire)  |                           | -924 à -890              |
| Osorkon II       | XXIIe dynastie (Troisième Période intermédiaire)  |                           | -874 à -850              |
| Osorkon III      | XXIIIe dynastie (Troisième Période intermédiaire) |                           | -787 à -757              |
| Osorkon IV       | XXIIIe dynastie (Troisième Période intermédiaire) |                           | -730 à -715              |
| Ouadjekhâ        | XIIIe dynastie (Deuxième Période intermédiaire)   | 41e (T 7.)                | -1670 à -1630            |
| Ouadji           | Ire dynastie (Période thinite)                    |                           | 2892 à -2879             |
| Ouadjkarê        | VIIIe dynastie (Première Période intermédiaire)   |                           |                          |
| Ouadjnes         | Voir Ouneg                                        |                           |                          |
| Ougaf            | XIIIe dynastie (Deuxième Période intermédiaire)   | 1er                       | -1759 à -1757            |
| Ounas            | Ve dynastie (Ancien Empire)                       |                           | -2380 à -2350            |
| Ouneg            | IIe dynastie (Période thinite)                    | 4e                        | -2754 à -2734            |
| Oupouaoutemsaf   | XIIIe dynastie (Deuxième Période intermédiaire)   | ?                         |                          |
| Ouserkaf         | Ve dynastie (Ancien Empire)                       |                           | -2471 à -2464            |
| Ouserkarê        | VIe dynastie (Ancien Empire)                      |                           | -2323 à -2301            |
| Ousermontou      | XIIIe dynastie (Deuxième Période intermédiaire)   | ?                         |                          |

## P
| Nom du pharaon     | Dynastie                                          | Position dans la dynastie | Dates de règne présumées     |
| ------------------ | ------------------------------------------------- | ------------------------- | ---------------------------- |
| Padimenti          | XXIIIe dynastie (Troisième Période intermédiaire) |                           | -747 à -715                  |
| Pe-Hor             | Dynastie zéro (Période prédynastique)             |                           |                              |
| Peftjaouaouibastet | XXIIIe dynastie (Troisième Période intermédiaire) |                           | -747 à -720                  |
| Penamon            | XXVe dynastie (Basse Époque)                      |                           | à partir de -657             |
| Pépi               | ---- Nom générique ----                           |                           |                              |
| Pépi Ier           | VIe dynastie (Ancien Empire)                      |                           | -2289 à -2255                |
| Pépi II            | VIe dynastie (Ancien Empire)                      |                           | -2246 à -2152                |
| Péribsen           | IIe dynastie (Période thinite)                    |                           | -2700 à -2674                |
| Pétoubastis Ier    | XXIIIe dynastie (Troisième Période intermédiaire) |                           | -818 à -793                  |
| Pétoubastis II     | XXIIIe dynastie (Troisième Période intermédiaire) |                           | -680 à -665                  |
| Pétoubastis III    | XXVIIe dynastie (Basse Époque)                    |                           | -522 à -520                  |
| Piânkhy            | XXVe dynastie (Basse Époque)                      |                           | -747 à -716                  |
| Pimay              | XXIIe dynastie (Troisième Période intermédiaire)  |                           | -773 à -767                  |
| Pinedjem Ier       | XXIe dynastie (Troisième Période intermédiaire)   |                           | -1054 à -1032                |
| Philadelphe        | Voir Ptolémée II                                  |                           |                              |
| Philométor         | Voir Ptolémée VI                                  |                           |                              |
| Philopator         | Voir Ptolémée IV                                  |                           |                              |
| Physcon            | Voir Ptolémée VIII                                |                           |                              |
| Psammétique Ier    | XXVIe dynastie (Basse Époque)                     |                           | -664 à -610                  |
| Psammétique II     | XXVIe dynastie (Basse Époque)                     |                           | -595 à -589                  |
| Psammétique III    | XXVIe dynastie (Basse Époque)                     |                           | -526 à -525                  |
| Psammouthis        | XXIXe dynastie (Basse Époque)                     |                           | -393 à -392                  |
| Psousennès         | ---- Nom générique ----                           |                           |                              |
| Psousennès Ier     | XXIe dynastie (Troisième Période intermédiaire)   |                           | -1032 à -991                 |
| Psousennès II      | XXIe dynastie (Troisième Période intermédiaire)   |                           | -959 à -945                  |
| Ptolémée Ier       | Dynastie lagide                                   |                           | -305 à -283                  |
| Ptolémée II        | Dynastie lagide                                   |                           | -283 à -246                  |
| Ptolémée III       | Dynastie lagide                                   |                           | -246 à -222                  |
| Ptolémée IV        | Dynastie lagide                                   |                           | -222 à -204                  |
| Ptolémée V         | Dynastie lagide                                   |                           | -204 à -181                  |
| Ptolémée VI        | Dynastie lagide                                   |                           | -180 à -169 puis -163 à -145 |
| Ptolémée VII       | Dynastie lagide                                   |                           | -145 à -144                  |
| Ptolémée VIII      | Dynastie lagide                                   |                           | -170 à -163 puis -144 à -116 |
| Ptolémée IX        | Dynastie lagide                                   |                           | -116 à -107 puis -89 à -81   |
| Ptolémée X         | Dynastie lagide                                   |                           | -107 à -88                   |
| Ptolémée XI        | Dynastie lagide                                   |                           | -80                          |
| Ptolémée XII       | Dynastie lagide                                   |                           | -80 à -58 puis -55 à -51     |
| Ptolémée XIII      | Dynastie lagide                                   |                           | -51 à -47                    |
| Ptolémée XIV       | Dynastie lagide                                   |                           | -47 à -44                    |
| Ptolémée XV        | Dynastie lagide                                   |                           | -44 à -30                    |

## Q
| Nom du pharaon | Dynastie                                        | Position dans la dynastie | Dates de règne présumées |
| -------------- | ----------------------------------------------- | ------------------------- | ------------------------ |
| Qâ             | Ire dynastie (Période thinite)                  | 8e                        | -2960 à -2926            |
| Qakarê Ibi     | VIIIe dynastie (Première Période intermédiaire) |                           |                          |

## R
| Nom du pharaon | Dynastie                                          | Position dans la dynastie | Dates de règne présumées |
| -------------- | ------------------------------------------------- | ------------------------- | ------------------------ |
| Rahotep        | XVIIe dynastie (Deuxième Période intermédiaire)   |                           |                          |
| Ramsès         | ---- Nom générique ----                           |                           |                          |
| Ramsès Ier     | XIXe dynastie (Nouvel Empire)                     |                           | -1295 à -1294            |
| Ramsès II      | XIXe dynastie (Nouvel Empire)                     |                           | -1279 à -1213            |
| Ramsès III     | XXe dynastie (Nouvel Empire)                      |                           | -1186 à -1154            |
| Ramsès IV      | XXe dynastie (Nouvel Empire)                      |                           | -1154 à -1148            |
| Ramsès V       | XXe dynastie (Nouvel Empire)                      |                           | -1150 à -1145            |
| Ramsès VI      | XXe dynastie (Nouvel Empire)                      |                           | -1145 à -1137            |
| Ramsès VII     | XXe dynastie (Nouvel Empire)                      |                           | -1135 à -1128            |
| Ramsès VIII    | XXe dynastie (Nouvel Empire)                      |                           | -1129                    |
| Ramsès IX      | XXe dynastie (Nouvel Empire)                      |                           | -1129 à -1111            |
| Ramsès X       | XXe dynastie (Nouvel Empire)                      |                           | -1108 à -1099            |
| Ramsès XI      | XXe dynastie (Nouvel Empire)                      |                           | -1099 à -1069            |
| Reneb          | Voir Nebrê                                        |                           |                          |
| Reniseneb      | XIIIe dynastie (Deuxième Période intermédiaire)   | 14e (T 6.16)              | Quatre mois              |
| Roi Scorpion   | Voir Scorpion Ier et Scorpion II                  |                           |                          |
| Roudamon       | XXIIIe dynastie (Troisième Période intermédiaire) |                           | -757 à -754              |

## S
| Nom du pharaon              | Dynastie                                          | Position dans la dynastie | Dates de règne présumées |
| --------------------------- | ------------------------------------------------- | ------------------------- | ------------------------ |
| Sahathor                    | XIIIe dynastie (Deuxième Période intermédiaire)   | 29e (T)                   |                          |
| Sahourê                     | Ve dynastie (Ancien Empire)                       |                           | -2490 à -2475            |
| Salitis                     | XVe dynastie (Deuxième Période intermédiaire)     |                           | -1648 à -1633            |
| Sanakht                     | IIIe dynastie (Ancien Empire)                     |                           | -2686 à -2667            |
| Sânkhenrê Soudjetou         | XIIIe dynastie (Deuxième Période intermédiaire)   | 35e (T 7.5)               |                          |
| Scorpion Ier                | Dynastie zéro (Période prédynastique)             |                           |                          |
| Scorpion II                 | Dynastie zéro (Période prédynastique)             |                           |                          |
| Seb                         | XIIIe dynastie (Deuxième Période intermédiaire)   | 16e                       |                          |
| Sehetepibrê Ier             | XIIIe dynastie (Deuxième Période intermédiaire)   | 5e (T 6.8)                | -1791 à -1789            |
| Sehetepibrê III             | XIIIe dynastie (Deuxième Période intermédiaire)   | 9e (T 6.12)               | Trois ans                |
| Sékemkarê                   | VIIIe dynastie (Première Période intermédiaire)   |                           |                          |
| Sékhemkhet                  | IIIe dynastie (Ancien Empire)                     |                           | -2609 à -2603            |
| Sekhemrê Khouitaoui         | XIIIe dynastie (Deuxième Période intermédiaire)   | 15e (T)                   | Trois ans                |
| Sekhemrê Khoutaoui          | XIIIe dynastie (Deuxième Période intermédiaire)   | 2e (T)                    | -1752 à -1746            |
| Sekhemrê Herouhermaât Antef | XVIIe dynastie (Deuxième Période intermédiaire)   |                           |                          |
| Sekhemrê Oupmaât Antef      | XVIIe dynastie (Deuxième Période intermédiaire)   |                           |                          |
| Sekhenrê                    | XIIIe dynastie (Deuxième Période intermédiaire)   | 46e (T 7.18)              | Vingt-cinq ans           |
| Sémerkhet                   | Ire dynastie (Période thinite)                    | 7e                        | -2890 à -2870            |
| Senaib                      | XIIIe dynastie (Deuxième Période intermédiaire)   |                           |                          |
| Senakht                     | Voir Sanakht                                      |                           |                          |
| Sénakhtenrê Ahmosé          | XVIIe dynastie (Deuxième Période intermédiaire)   |                           |                          |
| Senebkay                    | XIIIe dynastie (Deuxième Période intermédiaire)   |                           | vers -1650               |
| Senebmiou                   | XIIIe dynastie (Deuxième Période intermédiaire)   | 45e (T 7.17)              | Un an                    |
| Séned                       | IIe dynastie (Période thinite)                    | 5e                        | -2700 à -2690            |
| Séouadjkarê II              | XIVe dynastie (Deuxième Période intermédiaire)    |                           | Un an                    |
| Séqénenrê Taâ               | XVIIe dynastie (Deuxième Période intermédiaire)   |                           | -1558 à -1554            |
| Sésostris Ier               | XIIe dynastie (Moyen Empire)                      |                           | -1962 à -1928            |
| Sésostris II                | XIIe dynastie (Moyen Empire)                      |                           | -1897 à -1878            |
| Sésostris III               | XIIe dynastie (Moyen Empire)                      |                           | -1878 à -1843            |
| Sésostris IV                | XIIIe dynastie (Deuxième Période intermédiaire)   | 49e                       |                          |
| Seth Ier                    | XIIIe dynastie (Deuxième Période intermédiaire)   | ? (T 6.23)                | vers -1749               |
| Séthi Ier                   | XIXe dynastie (Nouvel Empire)                     |                           | -1294 à -1279            |
| Séthi II                    | XIXe dynastie (Nouvel Empire)                     |                           | -1200 à -1194            |
| Sethnakht                   | XXe dynastie (Nouvel Empire)                      |                           |                          |
| Seth Périb Sen              | Voir Péribsen                                     |                           |                          |
| Shabaka                     | Voir Chabaka                                      |                           |                          |
| Shabataka                   | Voir Chabataka                                    |                           |                          |
| Sheshonq Ier                | XXIIe dynastie (Troisième Période intermédiaire)  |                           | -945 à -924              |
| Sheshonq II                 | XXIIe dynastie (Troisième Période intermédiaire)  |                           | -890 à -889              |
| Sheshonq III                | XXIIe dynastie (Troisième Période intermédiaire)  |                           | -825 à -773              |
| Sheshonq IV                 | XXIIe dynastie (Troisième Période intermédiaire)  |                           | -767 à -730              |
| Sheshonq V (ou IV ?)        | XXIIIe dynastie (Troisième Période intermédiaire) |                           | -767 et -730             |
| Sheshonq VI                 | XXIIIe dynastie (Troisième Période intermédiaire) |                           | -720 à -715              |
| Siamon                      | XXIe dynastie (Troisième Période intermédiaire)   |                           | -978 à -959              |
| Siptah                      | XIXe dynastie (Nouvel Empire)                     |                           | -1194 à -1188            |
| Smendès                     | Voir Nesbanebdjed Ier                             |                           |                          |
| Smenkhkarê                  | XIIIe dynastie (Deuxième Période intermédiaire)   | 22e (T 6.21)              |                          |
| Smenkhkarê                  | XVIIIe dynastie (Nouvel Empire)                   |                           | -1336 ou -1333           |
| Sneferka                    | IIe dynastie (Période thinite)                    |                           | -2690 à -2682            |
| Snéfrou                     | IVe dynastie (Ancien Empire)                      |                           | -2561 à 2538             |
| Sobekemsaf Ier              | XVIIe dynastie (Deuxième Période intermédiaire)   |                           | -1619 à -1603            |
| Sobekemsaf II               | XVIIe dynastie (Deuxième Période intermédiaire)   |                           | Seize ans                |
| Sobekhotep Ier              | XIIIe dynastie (Deuxième Période intermédiaire)   | 13e ou 16e                |                          |
| Sobekhotep II               | XIIIe dynastie (Deuxième Période intermédiaire)   | 19e                       |                          |
| Sobekhotep III              | XIIIe dynastie (Deuxième Période intermédiaire)   | ? (T 6.24)                | -1708 à -1705            |
| Sobekhotep IV               | XIIIe dynastie (Deuxième Période intermédiaire)   | 27e (T)                   | -1734 à -1725            |
| Sobekhotep V                | XIIIe dynastie (Deuxième Période intermédiaire)   | 28e ? (T)                 |                          |
| Sobekhotep VI               | XIIIe dynastie (Deuxième Période intermédiaire)   | 33e (T 7.4)               |                          |
| Sobekhotep VII              | XIIIe dynastie (Deuxième Période intermédiaire)   | 40e (T 7.8)               | -1646 à -1644            |
| Sobekhotep VIII             | XIIIe dynastie (Deuxième Période intermédiaire)   | ?                         |                          |
| Sobekhotep IX               | XIIIe dynastie (Deuxième Période intermédiaire)   | ?                         |                          |
| Sogdianos                   | XXVIIe dynastie (Basse Époque)                    |                           | -424                     |
| Sôter                       | Voir Ptolémée Ier et Ptolémée IX                  |                           |                          |
| Stephinates                 | XXIVe dynastie (Troisième Période intermédiaire)  |                           | -695 à -688              |

## T
| Nom du pharaon | Dynastie                                          | Position dans la dynastie | Dates de règne présumées |
| -------------- | ------------------------------------------------- | ------------------------- | ------------------------ |
| Tachos         | Voir Téos                                         |                           |                          |
| Taharqa        | XXVe dynastie (Basse Époque)                      |                           | -690 à -664              |
| Takélot Ier    | XXIIe dynastie (Troisième Période intermédiaire)  |                           | -889 à -874              |
| Takélot II     | XXIIe dynastie (Troisième Période intermédiaire)  |                           | -850 à -825              |
| Takélot III    | XXIIIe dynastie (Troisième Période intermédiaire) |                           | -759 à -757              |
| Tanoutamon     | XXVe dynastie (Basse Époque)                      |                           | -664 à -656              |
| Taousert ♀     | XIXe dynastie (Nouvel Empire)                     |                           | -1188 à -1186            |
| Tefnakht       | XXIVe dynastie (Troisième Période intermédiaire)  |                           | -740 à -716              |
| Téos           | XXXe dynastie (Basse Époque)                      |                           | -362 à -360              |
| Teti Ier       | Ire dynastie (Période thinite)                    |                           |                          |
| Téti           | VIe dynastie (Ancien Empire)                      |                           | -2321 à -2291            |
| Thoutmès Ier   | Voir Thoutmôsis Ier                               |                           |                          |
| Thoutmès II    | Voir Thoutmôsis II                                |                           |                          |
| Thoutmès III   | Voir Thoutmôsis III                               |                           |                          |
| Thoutmès IV    | Voir Thoutmôsis IV                                |                           |                          |
| Thoutmôsis     | ---- Nom générique ----                           |                           |                          |
| Thoutmôsis Ier | XVIIIe dynastie (Nouvel Empire)                   |                           | -1483 à -1470            |
| Thoutmôsis II  | XVIIIe dynastie (Nouvel Empire)                   |                           | -1470 à -1467            |
| Thoutmôsis III | XVIIIe dynastie (Nouvel Empire)                   |                           | -1467 à -1413            |
| Thoutmôsis IV  | XVIIIe dynastie (Nouvel Empire)                   |                           | -1388 à -1379            |
| Tiou           | Dynastie zéro (Période prédynastique)             |                           |                          |
| Toutânkhaton   | Voir Toutânkhamon                                 |                           |                          |
| Toutânkhamon   | XVIIIe dynastie (Nouvel Empire)                   |                           | -1319 à -1309            |

## X
| Nom du pharaon | Dynastie                       | Position dans la dynastie | Dates de règne présumées |
| -------------- | ------------------------------ | ------------------------- | ------------------------ |
| Xerxès Ier     | XXVIIe dynastie (Basse Époque) |                           | -485 à -465              |
| Xerxès II      | XXVIIe dynastie (Basse Époque) |                           | -424                     |
| Yaqoub-Har     | Voir Mery-ouser-Rê             |                           |                          |